# Banyutus idoneus
Banyutus idoneus is een insect uit de familie van de mierenleeuwen (Myrmeleontidae), die tot de orde netvleugeligen (Neuroptera) behoort. 
Banyutus idoneus is voor het eerst wetenschappelijk beschreven door Banks in 1911.